# Erbilska nadeparhija Kaldejaca
Erbilska nadeparhija Kaldejaca (lat. Archieparchia Arbilensis Chaldaeorum, ara. إيبارشية أربيل الكلدانية ), Kaldejska katolička dijeceza sa sjedištem u Erbilu, Irački Kurdistan. Podignuta je na razinu nadeparhije izdvajanjem teritorija iz Kirkučke nadeparhije 1968. godine. Izravno je podređena Babilonskom patrijarhu kaldejskih katolika. Nadbiskupovo sjedište je katedrala sv. Josipa (Mar Yousif) u predgrađu Erbila Ankawi.
Pod nadeparhom Basharom Wardom, arhidijeceza je proširila aktivnost stvaranjem Katoličkog sveučilišta u Erbilu te još nekoliko mladeških i orgnizacija zdravstvene njege. Osobito je ulogu odigrala u skrb za raseljene kršćane iz Mosula i Ninivske ravnice nakon što je ISIL invadirao ta područja 2014. godine. Tijekom tog razdoblja Ankawa i Erbil su bili središte kršćanstva u Iraku.

## Ordinariji
- Stéphane Babaca (1969. – 1994.)
- Hanna Markho (1994. – 1996.)
- Jacques Ishaq (1997. – 1999.)
- Yacoub Denha Scher (2001. – 2005.)
- Bashar Warda (2010.–danas)

- Bashar Warda 2015.
- Katedrala sv. Josipa u Ankawi 2005. godine

## Vanjske poveznices
- Službene stranice  Arhivirana inačica izvorne stranice od 13. lipnja 2017. (Wayback Machine)
- GCatholic.org
- Catholic Hierarchy.org